# Jody Firth
Pas d'image ? Cliquez ici
Jody Firth, né le 11 juillet 1981 à Wakefield est un pilote automobile britannique.

## Biographie
En 2009, il remporte le championnat britannique de GT4.
En 2011, il est annoncé dans le baquet de l'Oreca 03 de TDS Racing pour les 6 Heures du Castellet.
En 2012, il participe au championnat European Le Mans Series dans la catégorie LMP2 avec l'écurie irlandaise Murphy Ptototypes,. La même année, avec la même écurie, il participe aux 24 Heures du Mans pour l'unique fois de sa carrière. À bord d'une Oreca 03, l'équipage parcourt 196 tours de piste. Il abandonne à 5 h 8 du matin sur bris de suspension arrière. En parallèle, il dispute deux autres manches du championnat du monde d'endurance FIA (en plus des 24 Heures du Mans) : les 6 Heures de Silverstone et les 6 Heures de Spa, où il obtient un podium.

## Résultats en compétition automobile

### Résultats aux 24 Heures du Mans
| Année | Équipe            | Équipiers                     | Voiture         | Classe | Tours | Pos. | Class Pos. |
| ----- | ----------------- | ----------------------------- | --------------- | ------ | ----- | ---- | ---------- |
| 2012  | Murphy Prototypes | Warren Hughes Brendon Hartley | Oreca 03-Nissan | LMP2   | 196   | Abd  | Abd        |